# Cmentarz żydowski w Obornikach
Cmentarz żydowski w Obornikach – kirkut mieści się przy ul. Czarnkowskiej. Ma powierzchnię 0,55 ha. Obecnie jest nieogrodzony i nie ma na nim macew. W czasie II wojny światowej został zniszczony przez Niemców – płyty nagrobne wykorzystano podczas budowy Łazienek Obornickich.